# Miloš Vesel
Miloš Vesel (29. ledna 1909 Zvolen – 22. června 1989 Ružomberok) byl spoluorganizátor a účastník Slovenského národního povstání společně se svými bratry Mirko Veselem a Milanem Veselem. Působil jako velitel prvního praporu 2. československé paradesantní brigády. V únoru 1945 byl převelen ke čtvrté československé samostatné brigádě 1. československého armádního sboru. V roce 1950 byl z politických důvodů propuštěn z armády. Rehabilitován byl v roce 1964. V roce 1991 mu byla udělena hodnost generálmajora in memoriam.

## Životopis
Miloš Vesel absolvoval gymnázium v Banské Bystrici. Poté vystudoval Vojenskou akademii v Hranicích. Od roku 1932 nastoupil jako důstojník k vojenské jednotce Československé armády. V roce 1939 byl během reorganizace armády převelen k dělostřeleckému pluku do Ružomberku. Od léta roku 1941 bojoval na východní frontě. V roce 1942 se připojil k protifašistickému odboji.
V létě roku 1944 byl přeložen jako velitel posádky do Ružomberku. Stal se společně se svými staršími bratry Mirko a Milanem spoluorganizátorem a účastníkem ve slovenském národním povstání. Ode dne 25. srpna 1944 začal plnit rozkazy vojenského ústředí ilegální Slovenské národní rady. Se svojí jednotkou nejdříve osvobodil politické vězně z místní věznice. Dne 27. srpna 1944 společně s partyzány začali likvidovat německé mocenské postavení v Ružomberku. Němci vypsali vysokou odměnu za jeho chycení, ale dařilo se mu unikat.
Po ústupu do hor, působil ve Vajskovské dolině v Nízkých Tatrách jako velitel prvního praporu a současně jako zástupce velitele 2. československé paradesantní brigády. Na základě rozkazu generála Ludvíka Svobody přešel v únoru 1945 ke čtvrté československé samostatné brigádě 1. československého armádního sboru. Zúčastnil se osvobozování Liptova, středního Pováží a přes Moravu došel až do Prahy.
Na podzim v roce 1944 byl v nepřítomnosti odsouzen k trestu smrti. Po ukončení války se stal velitelem protitankové dělostřelecké brigády a velitelem posádky v Ružomberku. V roce 1949 byl na zvláštní dovolené a v roce 1950 byl z politických důvodů propuštěn z armády. Rehabilitován byl v roce 1964.
Zemřel ve věku osmdesáti let v Ružomberku. V roce 1991 mu byla udělena hodnost generálmajora „in memoriam“. Jeho jménem byla v roce 1999 pojmenována ulice v Ružomberku.

### Vyznamenaní
- 1939 – Pamětní medaile Za obranu Slovenska v březnu 1939 [4]
- 1942 – Za zásluhy II. stupně
- 1944 – Válečný vítězný kříž IV. třídy
- 1945 – Československý válečný kříž 1939
- 1946 – Československá medaile za zásluhy I. stupeň
- 1946 – Československá medaile Za chrabrost před nepřítelem
- 1992 – Řád Milana Rastislava Štefánika, in memoriam, III. třída[1]